# (113203) Szabo
(113203) Szabo  es un asteroide perteneciente al cinturón de asteroides, descubierto el 7 de septiembre de 2002 por Krisztián Sárneczky desde la Estación Piszkéstető, en Hungría.

## Designación y nombre
Szabo se designó inicialmente como 2002 RC112.
Más adelante fue nombrado en honor al astrónomo húngaro Gyula M. Szabó (n. 1979).

## Características orbitales
Szabo orbita a una distancia media del Sol de 2,5658 ua, pudiendo acercarse hasta 1,9271 ua y alejarse hasta 3,2045 ua. Tiene una excentricidad de 0,2489 y una inclinación orbital de 2,5789° grados. Emplea en completar una órbita alrededor del Sol 1501 días.

## Características físicas
Su magnitud absoluta es 16,5.